# Eleazar Valverde
Eleazar Valverde Chale (Callao, 26 de marzo de 1932 - Lima, 16 de setiembre de 2016) fue un empresario, cantante, productor de espectáculos musicales, difusor de la cultura musical peruana y presentador radial peruano.

## Biografía
Nació en la Provincia Constitucional del Callao, en el Perú, el 26 de marzo de 1932.  Cursó sus estudios primarios en esta ciudad, destacándose porque ganó la beca que anualmente se otorgaba al primer alumno de primaria de cada provincia del país para seguir estudios secundarios en el Colegio Nacional Nuestra Señora de Guadalupe en Lima; (que era el primer colegio del Perú). 
Luego de desempeñar varios empleos se hizo especialista en marketing; fue durante gran parte de su vida empresario independiente, así como productor y director de espectáculos musicales, cantante de valses, tangos y boleros.  Es coautor de "El Libro de Oro del Vals Peruano", que publicó con Raul Serrano Castrillón y de diversos libros recopilatorios de valses peruanos, boleros y tangos.  Era especialista en música criolla peruana, y conductor de un programa radial de tangos en la ciudad de Lima.

### Infancia musical y deportiva
Desde niño fue seducido por el canto y la música criolla peruana (valses, polkas, etc.) en el seno familiar y por los discos de tango que su padre (marino mercante) solía traerle de sus viajes. Desarrolló además una vida muy saludable y atlética en la práctica del fútbol llegando a ser portero de la selección del Colegio Guadalupe y posteriormente integró como portero los equipos de los clubes Alianza Lima y Sport Boys del Callao.

## Canto y música
El gusto por la música lo acompañó siempre y a pesar de no haberse dedicado al canto más que de manera casual y como aficionado; en 1961 grabó un sencillo (disco de 45rpm) del bolero "No pidas más perdón", que estuvo de moda en esa época, con la orquesta Ritmo y Simpatía, en la que su hermano Eduardo tocaba el saxofón.  Tuvo que hacerlo a pedido de la orquesta, porque el cantante titular no conseguía entrar con el ritmo de la canción. 
Muchos años más tarde, habiendo culminado una vida de empresario y teniendo a sus hijos encaminados, se acercó al estudio del gran maestro argentino, el músico Domingo Rullo, solicitándole una oportunidad para cantar algún tango acompañado por él en un local con show de tangos llamado "Caminito", en Lima, donde el maestro se presentaba.  Luego de un primer ensayo el maestro aceptó encantado la solicitud y Eleazar empezó el 30 de junio de 1989 a cantar libremente en aquel lugar hasta que se convirtió en parte del elenco estable, siendo bautizado por el maestro Rullo como "La Voz Elegante del Tango", llegando a ser el cantante con el mayor repertorio tanguero de su elenco. 
Con Domingo Rullo y su Cuarteto Típico, grabó el 10 de junio de 1992 un álbum titulado "Amar Sin Final", compuesto por 12 tangos, incluyendo el del título, que fue compuesto especialmente para su voz por el maestro Rullo. 
Domingo Rullo siguió difundiendo el tango en diversos locales y escenarios, y contó siempre con Eleazar como cantante primordial de sus espectáculos, encargándole especialmente estrenar varias de sus composiciones, entre las que se encuentra su tango "Tengo Que Agradecer", sentido tema de despedida, estrenado poco tiempo antes de su partida. 
Luego de la muerte de Domingo Rullo (27/Nov./2001) Eleazar siguió cantando profesionalmente tangos y boleros de manera permanente.

## Cancioneros
El amor por la música y las canciones hizo que Eleazar publique en 1993, tres colecciones de cancioneros con temas que había recopilado desde su juventud, las que se titularon "1,000 Valses Criollos", "1,000 Boleros" y "1,000 Tangos" de todos los tiempos; cada colección se componía de 10 cancioneros con 100 canciones cada uno. 
El éxito y seriedad que tuvieron estas publicaciones lo acercaron a diversas personalidades del arte y la cultura musical del Perú y a lo que sería una de las obras maestras de recopilación de la música peruana.

## "El Libro de Oro del Vals Peruano"
En el año 2000, Eleazar Valverde, junto con el reconocido periodista Raul Serrano, publicaron "El Libro de Oro del Vals Peruano", obra fundamental que contiene, además de la historia general del vals peruano, una selección de temas de los 100 compositores y autores más representativos de este género musical.  El libro incluye la letra, la partitura melódica (aporte de Domingo Rullo) y la audición de cada tema por los mejores intérpretes criollos, en cinco discos compactos (20 temas en cada uno) que acompañan la publicación. Fue tal el impacto de esta obra que la Asociación Peruana de Autores y Compositores (APDAYC) reconoció en la ceremonia de presentación, realizada el 5 de diciembre de 2000, el valioso aporte a la difusión de la música peruana nombrando a Eleazar Valverde Chale y a Raul Serrano Castrillón como socios honorarios. 
Esta presentación fue presidida por el Director del Instituto Nacional de Cultura, quien dirigió el discurso principal dándole a la obra un sitio preferente en la cultura del Perú. 
El impacto fue tan grande en su momento que hubo una segunda presentación en la Municipalidad de Lima, que a través de su Alcalde, Alberto Andrade Carmona, se sumó a este esfuerzo de difusión en el Palacio Municipal de la Capital de la República.  En esta segunda presentación el discurso principal estuvo a cargo del reconocido intelectual, crítico de literatura, y gramático peruano Doctor Marco Aurelio Denegri, quien hizo un exhaustivo análisis de la obra y su trascendencia.

## Programas de tango
Eleazar Valverde Chale ha producido programas radiales de Tango, desde enero de 1997 en estaciones de la frecuencia modulada como Radio del Pacífico, Radio Unión, en los que compartió su pasión por este género musical, pasando desde el año 2010 a Radio Filarmonía 102.7 FM, en Lima, con su programa "TANGOS INOLVIDABLES".   La emisora transmitió, a pedido de sus oyentes, programas previamente grabados por Eleazar, durante seis meses posteriores a su fallecimiento.  

## Valses, tangos y boleros
En su permanente afán de promover el canto en la ciudadanía, Eleazar Valverde Chale ha publicado los libros "500 Valses Criollos Inolvidables" y "500 Boleros Inolvidables" y tenía en preparación la edición de "500 Tangos Inolvidables".  
Fue reconocido cada vez más por la comunidad artística como una autoridad en estos temas, siendo invitado frecuentemente a eventos culturales y constituyéndose en permanente fuente de consulta por diversas personalidades y artistas y participando como jurado en concursos de conocimientos sobre música criolla peruana.
Organizó numerosos espectáculos musicales de tangos y boleros, contándose entre sus últimas producciones el espectáculo "Tangos y Boleros Inolvidables" que se presentaba todos los meses en el Teatro "Mario Vargas Llosa" de la Biblioteca Nacional del Perú, espectáculo que producía, dirigía y en el que cantaba tangos y boleros.
Durante los años 2014 al 2016, fue Presidente de la Peña Criolla de Adultos Mayores "San Borja Mi Orgullo", de la Municipalidad de San Borja; que bajo su presidencia ganó el primer lugar en el concurso metropolitano de peñas, organizado por la Municipalidad Metropolitana de Lima, en el año 2015.

## Reconocimientos
En el año 2000, la Asociación Peruana de Autores y Compositores (APDAYC) le otorgó el reconocimiento de "SOCIO HONORARIO" por su contribución a la difusión de la música peruana a través de sus cancioneros de Valses Criollos y la coautoría de "EL LIBRO DE ORO DEL VALS PERUANO" 
En el año 2011, el Club Tango Perú 2007, lo reconoció como SOCIO HONORARIO por su importante colaboración a la difusión del tango y al desarrollo del Club.  
En el año 2015, la Municipalidad de San Borja le otorgó la condecoración "San Francisco de Borja" en el grado de "RECONOCIMIENTO COMUNITARIO" en mérito a su preocupación por la difusión de la música peruana y los años dedicados a la labor de investigador prolífico de la música criolla, coautor de El libro de Oro del Vals Peruano, vecino y promotor de nuevas figuras musicales entre los adultos mayores del distrito.

## Fallecimiento
Eleazar Valverde Chale falleció el 16 de setiembre de 2016.  Residía en el distrito de San Borja de la ciudad de Lima, capital del Perú. Lo suceden cuatro hijos, ocho nietos y cinco bisnietos.